# Hernán (nom propre)
 (mars 2024).
La mise en forme du texte ne suit pas les recommandations de Wikipédia : il faut le « wikifier ».
Les points d'amélioration suivants sont les cas les plus fréquents. Le détail des points à revoir est peut-être précisé sur la page de discussion.
- Les titres sont pré-formatés par le logiciel. Ils ne sont ni en capitales, ni en gras.
- Le texte ne doit pas être écrit en capitales (les noms de famille non plus), ni en gras, ni en italique, ni en « petit »…
- Le gras n'est utilisé que pour surligner le titre de l'article dans l'introduction, une seule fois.
- L'italique est rarement utilisé : mots en langue étrangère, titres d'œuvres, noms de bateaux, etc.
- Les citations ne sont pas en italique mais en corps de texte normal. Elles sont entourées par des guillemets français : « et ».
- Les listes à puces sont à éviter, des paragraphes rédigés étant largement préférés. Les tableaux sont à réserver à la présentation de données structurées (résultats, etc.).
- Les appels de note de bas de page (petits chiffres en exposant, introduits par l'outil «  Source ») sont à placer entre la fin de phrase et le point final[comme ça].
- Les liens internes (vers d'autres articles de Wikipédia) sont à choisir avec parcimonie. Créez des liens vers des articles approfondissant le sujet. Les termes génériques sans rapport avec le sujet sont à éviter, ainsi que les répétitions de liens vers un même terme.
- Les liens externes sont à placer uniquement dans une section « Liens externes », à la fin de l'article. Ces liens sont à choisir avec parcimonie suivant les règles définies. Si un lien sert de source à l'article, son insertion dans le texte est à faire par les notes de bas de page.
- La présentation des références doit suivre les conventions bibliographiques. Il est recommandé d'utiliser les modèles {{Ouvrage}}, {{Chapitre}}, {{Article}}, {{Lien web}} et/ou {{Bibliographie}}. Le mode d'édition visuel peut mettre en forme automatiquement les références.
- Insérer une infobox (cadre d'informations à droite) n'est pas obligatoire pour parachever la mise en page.

Pour une aide détaillée, merci de consulter Aide:Wikification.
Si vous pensez que ces points ont été résolus, vous pouvez retirer ce bandeau et améliorer la mise en forme d'un autre article.
 (juin 2024).
Hernán est un nom propre masculin en Espagnol. Il tire son origine dans la culture wisigoth au temps de l'Espagne médiévale. Il vient du gothique Fard-nanth, qui signifie le voyageur courtois ou le voyageur spirituel. Il s'agit néanmoins d'une apocope de Fernand, de même racine, mais dont la lettre f se transforma en h en début de mot, en lettre muette.
De ce nom dérive le nom de famille Hernández, très courant en Amérique latine, dans la communauté hispanophone des Etats-Unis et en Espagne, qui signifie littéralement fils d'Hernán. Il s'agit donc d'un patronyme d'origine germanique.

## Variantes
- Arnan (du persan ارنان)
- Hernando
- Fernán
- Fernando
- Fernanda

Traductions
- Français : Fernand
- Slovène : Ferdo
- Tchèque : Ferda
- Allemand : Ferdinand (existe dans la plupart des langues d'Europe)

## Calendrier
- 15 septembre : saint Hernán, ermite breton du VIe siècle.

### Personnalités historiques
- Hernán Cortés (1485-1547), soldat espagnol qui conquit le Mexique au XVIe siècle.
- Hernán Núñez de Toledo (1475-1553), latiniste, helléniste, parémiographe et humaniste espagnol.
- Hernán Ruiz le Jeune (vers 1514-1569), architecte espagnol de la Renaissance basé en Andalousie.

## Personnalités publiques
- Aaron Hernández, joueur de football américain, reconnu coupable de meurtre.
- Javier Hernández Bonett, journaliste colombien.
- Mario Hernández Sánchez, historien espagnol.
- Bertha Hernández de Ospina, première dame de Colombie (1946-1950).
- Mariano Ospina Hernández, diplomate colombien de la famille Ospina.
- Claudia López Hernández, maire de Bogotá (2020-2023).